# Eudora Welty

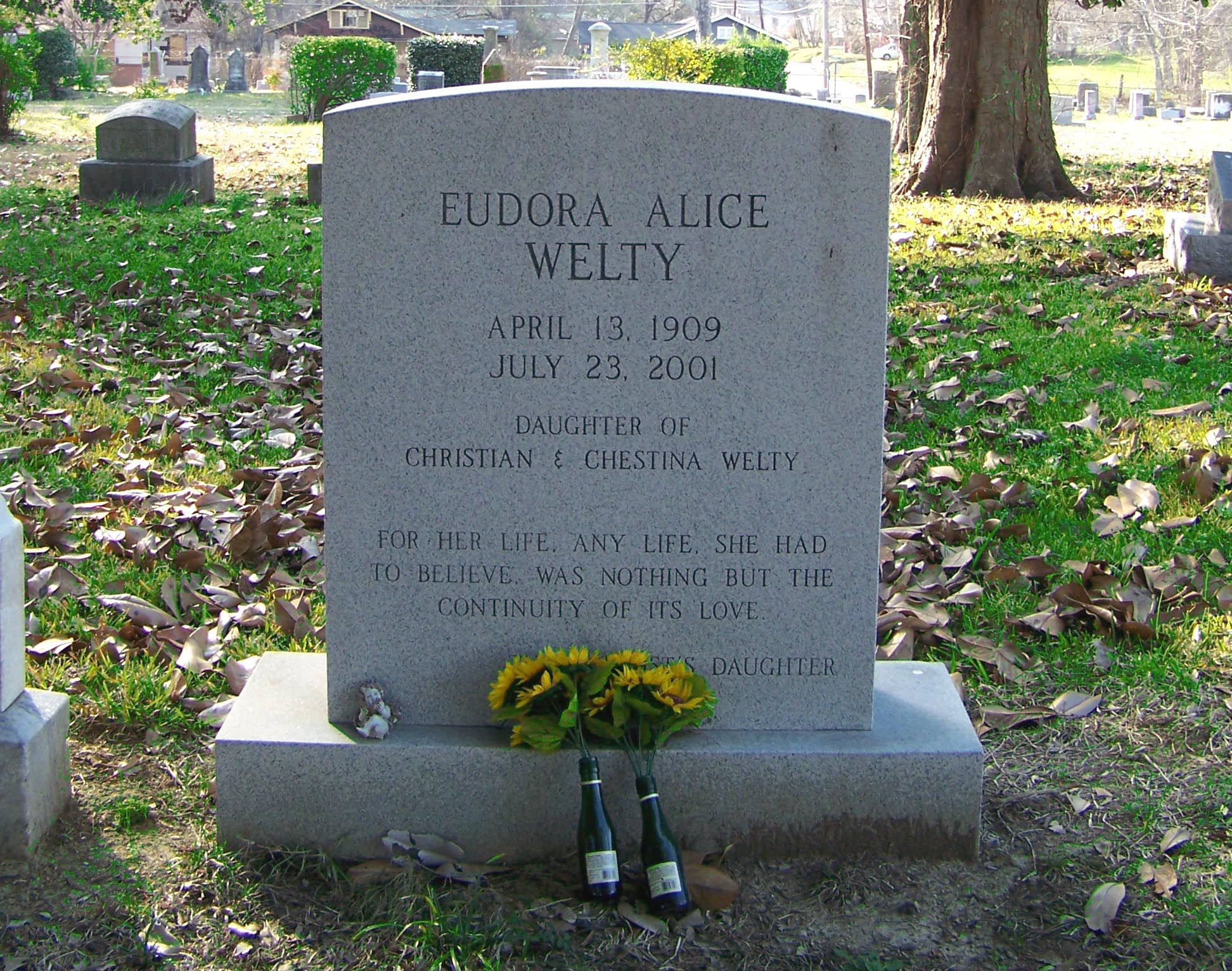
Nagrobek Eudory Welty na cmentarzu Greenwood w Jackson

Eudora Welty, właśc. Eudora Alice Welty (ur. 13 kwietnia 1909 w Jackson, zm. 23 lipca 2001 tamże) – amerykańska pisarka, autorka opowiadań. Laureatka Nagrody Pulitzera.

## Życiorys
Urodziła się 13 kwietnia 1909 w Jackson, w którym spędziła większość życia. Z początku studiowała na Missisipi State College, po czym przeniosła się na Uniwersytet Wisconsin, który ukończyła w 1929. W latach 30., w czasach wielkiego kryzysu, fotografowała mieszkańców stanu Missisipi na zlecenie rządu. Na podstawie tego doświadczenia napisała później zbiór opowiadań A Curtain of Green (1941). Specjalizowała się w opowiadaniach; zadebiutowała w 1936 i od tego czasu regularnie publikowała kolejne, które najpierw ukazywały się w regionalnych periodykach, a później w prestiżowych magazynach „The Atlantic Monthly” i „The New Yorker”. Jej pierwsza krótka powieść, The Robber Bridegroom (1942), to misternie skonstruowana baśń osadzona pod koniec XIX w. The Delta Wedding (1946) była jej pierwszą dłuższą powieścią, a The Optimist's Daughter (1972) przyniosła jej Nagrodę Pulitzera. W 1980 przyznano jej Medal Wolności, a w 1986 – National Medal of Arts. W 1987 została odznaczona tytułem Kawalera Orderu Sztuki i Literatury, a w 1996 Legią Honorową. W 1992 amerykański PEN Club przyznał jej nagrodę PEN/Malamud. Zmarła 23 lipca 2001.
Głównym tematem twórczości Welty są relacje międzyludzkie, a szczególnie subiektywność postrzegania innych. Jej prace łączą humor i przenikliwe obserwacje psychologiczne z wyczuciem lokalnych dialektów. Po polsku ukazały się zbiory opowiadań Złote jabłka oraz Jezioro Księżycowe: opowiadania (wybór opowiadań ze zbioru Złote jabłka).

## Wybrane dzieła

### Zbiory opowiadań
- 1941: A Curtain of Green
- 1943: The Wide Net
- 1949: The Golden Apples – pol.: Złote jabłka. Mira Michałowska (tłum.). Czytelnik, 1972. OCLC 749215571. Brak numerów stron w książce
- 1955: The Bride of Innisfallen and Other Stories
- 1980: Collected Stories of Eudora Welty

### Powieści
- 1942: The Robber Bridegroom
- 1946: The Delta Wedding
- 1954: The Ponder Heart

- 1970: Loosing Battles
- 1972: The Optimist's Daughter

### Eseje i krytyka
- 1978: The Eye of the Story (zbiór esejów)
- 1984: One Writer's Beginnings
- A Writer's Eye (zbiór recenzji)

Źródło.